# ميخائيل بي. دونلي
ميخائيل بي. دونلي هو موظف مدني وعسكري وسياسي أمريكي، ولد في 4 أكتوبر 1952 في نوفاتو في الولايات المتحدة. انتخب وزير القوات الجوية الأمريكية ‏.